# Шемшукови
Шемшукови (рос. Шемшуковы) — дворянський рід.

## Походження
Потомство шляхтича Казимира Шемшукського та його сина Афанасія Кузьмича Шемшукова, Глухівського городового отамана (кінець XVII ст.).

## Опис герба
Щит розсічений; в правому блакитному полі, зірка, супроводжувана знизу півмісяцем; в лівому, золотом вилітає праворуч білий коронований напів-орел з мечем в лапі. 
Нашоломник: збройна мечем рука.